# Stripsipher turneri
Stripsipher turneri är en skalbaggsart som beskrevs av Gilbert John Arrow 1926. Stripsipher turneri ingår i släktet Stripsipher och familjen Cetoniidae. Inga underarter finns listade i Catalogue of Life.